# 新化林場
新化林場位於臺南市新化區，日治時期由臺灣總督府農林專門學校（今中興大學）設立，原為實驗性質，目前也提供民眾登山健行遊憩。
2006年至2016年間，該林場曾經委外經營而改名新化國家植物園。2017年結束委外經營，復名“新化林場”，並由中興大學自主營運。 

## 沿革
1920年，臺灣總督府農林專門學校於新化礁坑子設立演習林（實驗林）。1954年，改名為「新化林場」，提供臺灣省立農學院（今中興大學）森林系教學、實習、研究等用途。1963年，因日治時期造林成效不佳，又遭到濫伐，多處崩塌，於是重新造林，改良林相。1975年起新化林場全面造林，種植臺灣原生樹種與熱帶果樹等多樣樹種，面積超過200公頃。1979年，獲票選為「新南瀛勝景」十勝之首。2002年，被農委會選為國家植物園之一，並規劃各項建設。自2006年起，委外經營共十年。2017年委外經營結束，中興大學收回自營。「新化國家植物園」的名稱已不再被使用。

## 外部連結
- 新化林場官網 （页面存档备份，存于）